# 1194
1194 (MCXCIV) fue un año común comenzado en sábado del calendario juliano.

## Acontecimientos
- 20 de abril - Firma del Tratado de Tordehumos entre Alfonso IX de León y Alfonso VIII de Castilla.
- Sancho VII, "el Fuerte", es entronizado como rey de Navarra.
- El rey Guillermo III de Sicilia es desplazado de su trono por el emperador Enrique VI del Sacro Imperio Romano Germánico

## Nacimientos
- 26 de diciembre - Federico II Hohenstaufen, emperador del Sacro Imperio.
- 16 de julio - Clara de Asís, religiosa y santa italiana.

## Fallecimientos
- 27 de junio - Sancho VI, "el Sabio", rey de Navarra (1150-1194).
- Guido de Lusignan, rey de Jerusalén y de Chipre.
- 20 de febrero - Tancredo de Hauteville (Lecce).